# Liste der Monuments historiques in Windstein
Die Liste der Monuments historiques in Windstein führt die Monuments historiques in der französischen Gemeinde Windstein auf.

## Liste der Bauwerke
| Bezeichnung       | Beschreibung                                           | Standort                      | Kennzeichnung | Schutzstatus | Datum | Bild           |
| ----------------- | ------------------------------------------------------ | ----------------------------- | ------------- | ------------ | ----- | -------------- |
| Burg Altwindstein | Ruine einer Felsenburg, 12. Jahrhundert, 1676 zerstört | nordwestlich des Ortes (Lage) | PA00085239    | Inscrit      | 1984  | weitere Bilder |
| Burg Neuwindstein | Ruine einer Felsenburg, 13. Jahrhundert, 1676 zerstört | westlich des Ortes (Lage)     | PA00085238    | Classé       | 1983  | weitere Bilder |